# Football Club Échallens Région
Maillots
Dernière mise à jour : 18 août 2021.
Le Football Club d'Échallens et région est un club de football de la ville d'Échallens, dans le canton de Vaud, en Suisse.

## Club

### Équipes
Le club comporte quatre équipes principales, 3 masculines et 1 féminine. La première équipe masculine évolue en 1re Ligue classique alors que la seconde évolue en 2ème ligue. Une 4ème ligue complète l'effectif masculin.
Depuis 2019, une équipe féminine a été créée et évolue actuellement en 3ème ligue féminine.
3 équipes séniors et 25 équipes juniors complètent l'effectif.

### Installations sportives
Le FC Échallens Région se situe dans le centre sportif des Trois-Sapins à Échallens, où il y possède le terrain principal en gazon mesurant 103 m de long pour 68 m de large, éclairé, et homologué pour la première ligue. Il a été construit en 1976. Trois autres terrains annexes sont présents. Le premier, homologué pour la 2e ligue, est construit en 1988 avec éclairage de 110 lux à l'horizontal. Il est en gazon et mesure 90 m de long pour 55 m de large. Le deuxième date aussi de 1988. Il est homologué pour la 3e ligue. Sa pelouse est changée par du synthétique en 2006. Il mesure 90 m de long pour 52 m de large. Le troisième, homologué pour la 2e ligue, a été construit en 1965 et doté de l'éclairage en 1972. Il mesure 90 m de long pour 55 m de large.

## Parcours
- 1994 – 1995 : Championnat de Suisse D2

## Identité visuelle
L'identité visuelle du club a évolué. Les images ci-dessous présentent les différents logotypes utilisés.

Logo du FC Échallens jusqu'en 2012
Logo du FC Échallens région depuis 2013